# Capital Clube de Futebol
Il Capital Clube de Futebol, noto anche semplicemente come Capital, è una società calcistica brasiliana con sede a Paranoá, nel Distretto Federale.

## Storia
Il club è stato fondato il 5 luglio 2005 come Sociedade Esportiva Maringá. Ha vinto il Campeonato Brasiliense Segunda Divisão nel 2005, dopo aver sconfitto il Ceilandense in finale. Il Capital ha vinto anche il Campeonato Brasiliense Terceira Divisão nel 2009, dopo aver sconfitto il Formosa in finale. Il Capital strinse una partnership con un club dello stato del Goiás nell'agosto 2011, precisamente con il Cristalina Atlético Clube, adottando così il nome di Capital/Cristalina. Nel 2012 il club è tornato a chiamarsi Capital Clube de Futebol.

## Palmarès

### Competizioni statali
- Campeonato Brasiliense Segunda Divisão: 1

2005
- Campeonato Brasiliense Terceira Divisão: 1

2009